# KsOd IV
A KsOd IV egy ún. omnibuszvonati mozdonya volt a Kassa–Oderbergi Vasútnak.

## Története
A mellékvonali utasforgalom gazdaságosabbá tétele érdekében a vasúttársaságok a 19. század vége felé egyre több ún. omnibuszvonati mozdonyt rendeltek a mozdonygyáraktól. Ezek kis teljesítményű, egy vagy két kapcsolt kerékpárú gépek voltak, melyek vonóereje elegendő volt egy-két személykocsi továbbításához, ami a helyi érdekű forgalom kiszolgálására elegendő volt. A mozdonyok kis mérete következtében kiszolgálásukhoz általában egy ember elegendő volt. Ez párosulva a kis üzemanyag-fogyasztással a mellékvonalak üzemét gazdaságossá tette.
A budapesti gépgyár hasonlóan az ausztriai és a németországi mozdonygyárakhoz 1880-ban megtervezett és megépített egy két kapcsolt kerékpárú omnibuszvonati mozdonyt E2I típusjellel, amely a gyár 33 számú mozdonya volt. Az 1890-ben bevezetett új gyári jelölési rendszer szerint ez volt a gyár 9 szerkezetszámú mozdonya.
A gyár omnibuszvonati mozdonya valójában egy kis kéttengelyes kapcsolt kerékpárú ikergépes telített-gőzű szertartályos gőzmozdony volt.
A gőzhengerek a keret elején, kívül voltak elhelyezve, gőzellátásukat keresztezett rudazatos Stephenson vezérmű biztosította. A gépezet a mozdony hátsó kerékpárját hajtotta.
A 33 gyári számú mozdonyt a KsOd vásárolta meg, ezért a vasútnál rendszeresített légűrféket szereltek rá. A mozdonyt a KsOd a IV osztályba sorolta és az 51 pályaszámmal állította üzembe. A vasút vezetése nem találta megfelelőnek a kívánt feladatra, így 1882-ben eladták.